# 秋田市立上北手小学校
秋田市立上北手小学校（あきたしりつ かみきたてしょうがっこう）は、秋田県秋田市大字上北手猿田にある公立小学校。

## 沿革
- 1875年（明治8年） - 民家を借用し、猿田小学校創立。
- 1886年（明治19年） - 猿田尋常簡易小学校と改称。
- 1888年（明治21年） - 校舎新築。
- 1892年（明治25年） - 上北手尋常小学校と改称。
- 1908年（明治41年） - 北手尋常小学校と改称。
- 1912年（明治45年） - 北手尋常高等小学校と改称。
- 1915年（大正4年） - 上北手尋常高等小学校と改称。
- 1916年（大正5年） - 校舎新築。
- 1941年（昭和16年）4月1日 - 国民学校令により、上北手国民学校と改称。
- 1947年（昭和22年）4月1日 - 学制改革により、上北手村立上北手小学校と改称。
- 1954年（昭和29年）10月1日 - 合併により、秋田市立上北手小学校と改称。
- 1956年（昭和31年） - 校舎落成完工式。
- 1960年（昭和35年） - 給食調理室増設。同年、校歌制定、校旗樹立。
- 1971年（昭和46年） - プール完成。
- 1987年（昭和62年） - 新校舎完成。
- 1988年（昭和63年） - 新体育館完成、新プール完成。同年、新校舎落成記念式典挙行。
- 2011年（平成23年） - 1階･2階普通教室拡幅工事完成。
- 2014年（平成26年） - 上北手児童室閉鎖（上北手児童館開設）。
- 2015年（平成27年） - 普通教室2増設・改修工事完成。

## 教育方針
- 風もみどりに瞳もきよく
- 学校教育目標 ひとみきらめき 心をつなぎ たくましく
- めざす子ども像 思いやりのある子ども 進んで学ぶ子ども 最後までがんばる子ども

## 周辺
- 館ノ下公民館
- 秋田県厚生協会老人ホーム南寿園

## 交通
- 秋田市マイタウン・バス「東部線・上北手コース」上北手小学校前バス停下車。

## 著名出身者
- 嵯峨健四郎 （元プロ野球選手）[1]